# Trolejbusy w Abakanie
Trolejbusy w Abakanie – system trolejbusowy funkcjonujący w mieście Abakan, w Chakasji, w Rosji. Został uruchomiony 19 kwietnia 1980 r. Operatorem jest przedsiębiorstwo Trollejbusnoje uprawlenije.

## Linie
Stan z 4 czerwca 2020 r.
| Linia | Trasa                                    |
| ----- | ---------------------------------------- |
|       | Składskaja ↔ Rynok „Siewiernyj”          |
|       | Aeroport ↔ Abakanskaja                   |
|       | Zoopark ↔ Aeroport                       |
|       | Dk Żeleznodorożnikow ↔ Aeroport          |
|       | Poliarnaja ↔ Składskaja                  |
|       | Poliarnaja ↔ Dk Żeleznodorożnikow        |
|       | Torgowaja ↔ dworzec kolejowy ↔ Torgowaja |
|       | Trudowaja ↔ dworzec kolejowy ↔ Trudowaja |

## Tabor
Stan z 4 czerwca 2020 r.
| Zdjęcie        | Typ            | Eksploatacja od | Liczba |
| -------------- | -------------- | --------------- | ------ |
|                | WZTM-5284      | 2004            | 5      |
|                | ZiU-9          | 1990            | 12     |
|                | BTZ-5276-04    | 2005            | 1      |
|                | WMZ-5298.01    | 2014            | 9      |
| Łączna liczba: | Łączna liczba: | Łączna liczba:  | 59     |